# شهرستان داش‌کسن
داش‌کسن (به لاتین: Daşkəsən) نام بخشی در غرب جمهوری آذربایجان است. این بخش با ارمنستان هم‌مرز است. داش‌کسن در زبان ترکی آذربایجانی به معنای سنگ‌بُر است.